# أوروبا الوسطى والشرقية

المناطق الأوروبية مقسمة حسب كتاب حقائق العالم:
أوروبا الوسطى
أوروبا الشرقية
جنوب شرق أوروبا

أوروبا الوسطى والشرقية (تعرف اختصاراً CEE) وهو مصطلح عام لمجموعة من الدول في أوروبا الوسطى وجنوب شرق أوروبا وأوروبا الشمالية وأوروبا الشرقية، وهي الدول التي كانت دول شيوعية في قارة أوروبا في السابق. ويستخدم هذا المصطلح بعد انهيار الستار الحديدي بالفترة بين (1989 - 1990).

## قائمة الدول
- إستونيا - عضو في الاتحاد الأوروبي والناتو
- لاتفيا - عضو في الاتحاد الأوروبي والناتو
- ليتوانيا - عضو في الاتحاد الأوروبي والناتو
- ألمانيا (الجزء الشرقي) - عضو في الاتحاد الأوروبي والناتو
- جمهورية التشيك - عضو في الاتحاد الأوروبي والناتو
- سلوفاكيا - عضو في الاتحاد الأوروبي والناتو
- المجر - عضو في الاتحاد الأوروبي والناتو
- بولندا - عضو في الاتحاد الأوروبي والناتو
- رومانيا - عضو في الاتحاد الأوروبي والناتو
- بلغاريا - عضو في الاتحاد الأوروبي والناتو
- سلوفينيا - عضو في الاتحاد الأوروبي والناتو
- كرواتيا - عضو في الاتحاد الأوروبي والناتو
- ألبانيا - عضو في الناتو
- البوسنة والهرسك
- كوسوفو[6]
- مقدونيا
- الجبل الأسود - قدم دعوة رسمية للانضمام للناتو
- صربيا

دول شيوعية سابقة والتي هي الآن من رابطة الدول المستقلة:
- أرمينيا
- بيلاروسيا
- مولدوفا
- أوكرانيا
- روسيا